# Dugattyú

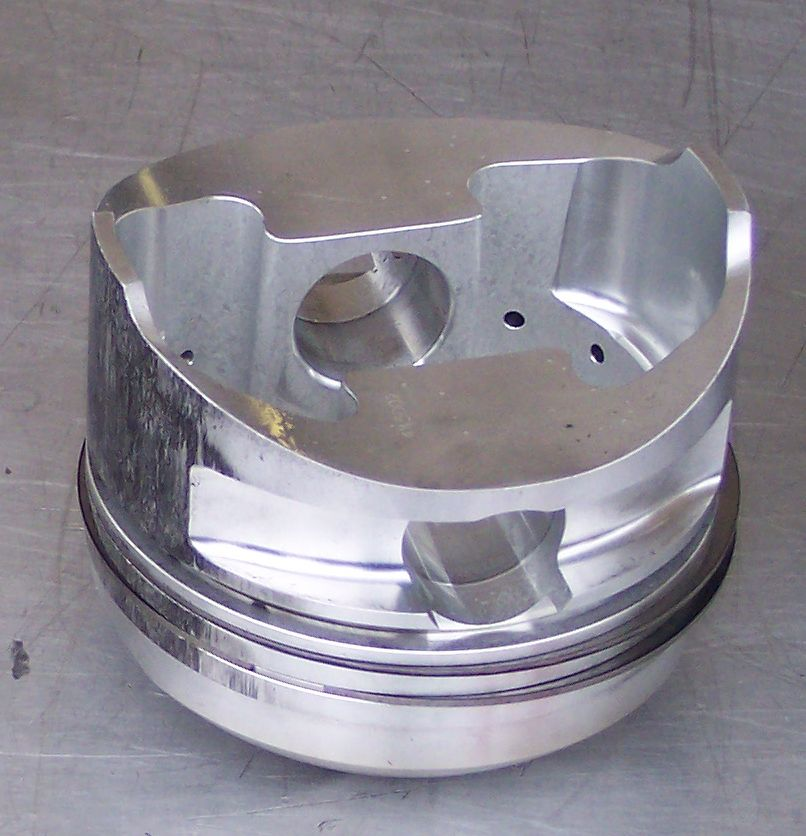
Alumíniumdugattyú gépkocsimotorhoz

Általánosságban a dugattyú hengeres alkatrész, mely pontosan illeszkedik egy henger furatába és ott alternáló haladó mozgást képes végezni. Feladata vagy az, hogy a henger térfogatát változtassa, vagy az, hogy a hengerbe áramló folyadék vagy gáz nyomását munkavégzésre használja haladó mozgást hozva létre. 

## Hőerőgépek
Dugattyút használnak a dugattyús gőzgépek, a kétütemű és négyütemű (Otto- és Diesel-) motorok, valamint a Stirling-motorok. A felhasználás módjától a dugattyú szerkezeti kialakítása nagymértékben függ. A gőzgépek dugattyúi egyszerű kialakításúak. A nagy fordulatszámú motorok dugattyúinál a tömeg csökkentése alapvetően fontos szempont, ezért vékony falú, üreges kialakításúak, esetleg belső bordákkal szilárdítva. Ezek a dugattyúk általában könnyűfémből készülnek, dugattyúgyűrűkkel vannak felszerelve, melyek közül a hengerfej felé eső 2-3 gyűrű a dugattyú tömítését szolgálja, ezek az úgynevezett kompressziógyűrűk. Ezek általában téglalap keresztmetszetűek, ritkán használnak L-keresztmetszetűeket is, amelyek akkor is tömítenek, ha elmozdulnak a nekik kialakított horonyban. Az alsók olajlehúzó gyűrűk, melyek feladata az, hogy a henger falára felverődő és a megfelelő kenést biztosító olaj bejutását a hengerbe megakadályozzák. Ezek hengerre felfekvő felülete éles, hogy az olajat mindig le tudja húzni a hengerfalról. A kétütemű Otto-motorok esetében az olajlehúzó gyűrűk hiányoznak. A Diesel-motor dugattyúja néha bonyolult alakú, mert az égésteret részben a dugattyú felső részében alakítják ki.

## Kompresszorok
A dugattyús kompresszorok dugattyúi hasonlóak a motorokéhoz, bár általában kisebb hőmérsékletnek vannak kitéve. Nagynyomású (például levegő cseppfolyósításához használt) kompresszorok dugattyúi gőzgépekhez hasonló kialakításúak.

## Szivattyúk és hidromotorok
Hidraulikus hajtásokban használt dugattyúknál a kenés – hála a szállított folyadék viszkozitásának – nem szokott problémát okozni, a hőmérséklet is alacsony. 

## Munkahengerek
Hidraulikus és pneumatikus munkahengerek dugattyúinál elsődleges szempont a dugattyú és a munkahenger, valamint a dugattyúrúd tökéletes tömítése, mert itt folyadékveszteség nem engedhető meg.